# Prosoplus brunneus
Prosoplus brunneus là một loài bọ cánh cứng trong họ Cerambycidae.